# Morte dei Nuovi Dei
Morte dei Nuovi Dei è una serie limitata a fumetti di otto numeri pubblicata nel 2007 e 2008 dalla DC Comics. Fu scritta e illustrata da Jim Starlin.
La serie segue i giorni finali dei Nuovi Dei mentre vengono pedinati da un killer misterioso.

## Sfondo
Morte dei Nuovi Dei fu concepita dalla DC Comics come una serie che avrebbe portato -e collegato- Crisi finale, così Countdown a Crisi Finale. Jim Starlin affermò in un'intervista: "Io credo che questo progetto metta un fermo alla saga dei Nuovi Dei di Jack. Dalla prima gestione di Kirby sui personaggi, altri si sono presentati con risultati misti. Guardando indietro, direi che almeno metà della serie passata dei Nuovi Dei ha fatto più danni che bene. Quindi, secondo me, Morte dei Nuovi Dei per metà onora Jack Kirby, e per metà è un'uccisione per pietà. Nella stessa intervista affermò "Cominciarono a costruire Countdown intorno a Morte dei Nuovi Dei perché era molto più avanti di qualunque altra storia. Cominciarono con me, e dovetti cambiare la fine per adattarla a quello che stavano facendo in Countdown. Fino ad ora, ho detto a chiunque che li avrei uccisi tutti. Uno solo sarebbe sopravvissuto. E avrebbe avuto una buona morte, avrei dovuto tenerlo in giro fino alla fine".

## Trama
La serie inizia quando Darkseid pensa a come venne a conoscenza di una crisi crescente con la morte di Willie Walker. Walker, che è la forma corporea di Black Racer, viene uccisa da una figura non identificata che gli strappa il cuore; la stessa sorte capitata a tutti i Nuovi Dei che lo hanno incontrato. Orion, Himon e gli altri scoprirono l'estensione esatta delle perdite quando sugli schermi vennero mostrati i Nuovi Dei che erano stati uccisi e quelli che erano mancanti. I Forever People risultavano mancanti e due di loro erano i primi sospettati, in quanto Serifan e Beautiful Dreamer furono visti lasciare due dei luoghi dei misfatti. Orion incolpò Darkseid, ma Takion gli chiese di stare tranquillo finché non ci fossero state altre informazioni. La moglie di Mister Miracle, Big Barda, viene uccisa nella sua cucina mentre è di spalle. La Justice League cominciò a investigare sull'omicidio di Barda, e Dottor Mid-Nite eseguì l'autopsia che non rivelò però come fosse stata uccisa. Mister Miracle guardò utilizzando l'Equazione dell'Anti-vita per riportare in vita sua moglie, ma infine si fermò, poiché ricevette una convocazione urgente su Nuova Genesi: Superman e Mister Miracle portarono con loro il corpo di Barda. Darkseid chiese a Desaad di investigare su questi omicidi, dopo aver esaminato Justeen, anch'essa assassinata. Superman e Mister Miracle giunsero su Nuova Genesi, e Orion, insultato dalla presenza di Superman, lo attaccò. Giunse Metron e rivelò la causa delle morti di tutti i Nuovi Dei, e anche Darkseid giunse alla medesima conclusione: le loro anime erano state rimosse. Darkseid si chiese se tutte le sue teorie sull'Equazione Anti-Vita fossero realmente vere.
Mentre controllava al Muro per indizi, Takion fu ucciso da un misterioso assalitore che riconobbe. Superman, Scott Free e Orion si batterono con i demoni ombra di Darkseid, e scoprirono che Darkseid ottenne una porzione dell'Equazione Anti-Vita, che però non era ancora forte quanto il pieno controllo di Free. In una situazione di stallo, Darkseid disse agli eroi che sapeva chi era che stava causando quelle morti, e che anche se sapeva che sarebbe morto, vedeva un modo per ottenere un vantaggio, ma non rivelò questo piano ai tre eroi.
Superman, Orion, e Mister Miracle scoprirono che i Forever People furono assassinati: Free li resuscitò e chiese loro di rivelare chi fosse il loro assassino. Mentre ognuno raccontò la propria scomparsa, Big Bear menzionò che il suo assassino era "l'ultima persona che si aspettava di vedere". Si disintegrarono prima che potessero dire a Free qualcosa di più, affermando che gli era stato ordinato di non svelare il segreto.
Nel passato, Metron parlò alla palla di luce luccicante, che si presentò come la Fonte e la causa della morte dei Nuovi Dei. Tempo fa, la Fonte fu attaccata dai Vecchi dei e si divise in due, luce e oscurità. Il lato della luce si riprese e portò Morte ai Vecchi Dei, e quindi tentò di ripristinare l'esistenza, ma poteva solo rendere migliore il Quarto Mondo a causa delle sue imperfezioni. Cercò poi di riunirsi alla sua parte oscura, ma fu ritardata dagli eventi di Crisi sulle Terre infinite, che unificò realtà alternative e creò un Muro della Fonte impenetrabile.  Quindi, la Fonte orchestrò gli eventi di Crisi infinita, in teoria manipolando subdolamente Alexander Luthor, e successivamente gli eventi di 52 per portare indietro il Multiverso, e liberare la sua metà oscura, che prese la forma dell'Entità dell'Anti-Vita. La Fonte rivelò così che stava utilizzando un agente per eliminare il Quarto Mondo al fine di creare il Quinto Mondo, che sarebbe stato perfetto. La Fonte accettò la richiesta di Metron di restare ad assistere alla fine del Quarto Mondo.
La Fonte riunita, rivelò come i dubbi di Mister Miracle erano fondati. Miracle, sentendosi manipolato e tradito dalla Fonte, chiese di essere ucciso, e così fu. Disgustato dal trattamento senza scrupoli del suo seguace più fedele, Metron chiese anch'egli di essere ucciso e la Fonte accettò anche la sua richiesta. La Fonte viaggiò fino ad Apokolips per battersi con l'ultimo Nuovo Dio, Darkseid, che prese un siero che gli diede accesso al potere dell'Anti-Vita che era una porzione della Fonte.
La Fonte e Darkseid si batterono mentre Superman rimase a guardare. Darkseid rivelò che i piani della Fonte erano di spazzare via i Nuovi Dei e creare il Quinto Mondo. La Fonte quindi rilasciò il fantasma di Orion perché attaccasse Darkseid, che però fuggì. La Fonte si fuse con Nuova Genesi e Apokolips in un unico pianeta per creare il Quinto Mondo. Superman assistette a tutto e tornò a casa.

## Mini serie e numeri guida
Come parte di una storia diramata in altre serie limitate, un numero di Nuovi Dei furono seguiti e assassinati in altri fumetti DC:
la seconda serie limitata settimanale della DC, Countdown, era legata a Morte dei Nuovi Dei in diversi numeri; dopo una battaglia tra le nuvole di Metropolis, Raggio di Luce fu ucciso in Countdown n. 48 dal misterioso assassino di Dei, le cui ultime parole furono "Infinito...Infinito...". Sleeze fu ucciso nel n. 46 dall'assassino degli Dei, che proclamò "Così comincia la Fine!" mentre faceva un buco nel suo corpo; i Sei degli Abissi furono tutti massacrati in Countdown n. 38. Il nuovo Foraggiere investigò sugli omicidi su richiesta di Nuova Genesi, e successivamente visitò la Terra per reclutare Jimmy Olsen perché la aiutasse dopo la morte di Big Barda. In Countdown n. 19, Bernadeth si batté con l'assassino degli Dei. In Countdown n. 10, Nonnina Bontà fu uccisa dall'assassino degli Dei, ancora una volta.
Gli effetti si fecero sentire anche in altri fumetti. In Birds of Prey n. 109, Knockout fu uccisa da una silhouette che combaciava perfettamente con quella del misterioso Nuovo Dio, Uomo Infinito. Nell'auto conclusivo Outsiders - Five of a Kind: Thunder/Martian Manhunter, Speed Queen delle Furie Femminili stava scappando dall'assassino di Dei quando vide Grayven, figlio di Darkseid, in stato comatoso. Naturalmente anche lei fu uccisa, mentre Uomo Infinito riuscì a scappare. Successivamente, Grayven fu convinto da Martian Manhunter a tornare su Apokolips, dove fu ucciso. In Superman/Batman n. 48, Bekka, la moglie di Orion fu assassinata. In Wonder Girl n. 5, mentre si batteva con la nuova Amazzone, Bloody Mary fu assassinata.
E infine, Uomo Infinito comparve in Justice Society of America n. 14 per prevenire che il morale Gog resuscitasse il vecchio dio omonimo.

## Riconoscimenti
IGN diede un punteggio di 7.3 a Morte dei Nuovi Dei n. 1, che corrisponde a "decente", mentre diede un punteggio di 4,8, cioè "scarso", al n. 8.

## Raccolta
La serie fu raccolta in un unico volume:
- Morte dei Nuovi Dei (256 pagine, copertina rigida, ottobre 2008)